# Pasážování
Pasážování (anglicky subcultivation nebo passaging) je pracovní postup v biologii a mikrobiologii, při kterém se z kultivační misky odstraní původní růstové médium, poté se buňky nebo mikroorganismy rozdělí do kultivačních misek s novým médiem. Výměnou média se zajistí dostatečný přísun výživy pro buňky a odstranění vzniklých toxických produktů metabolismu. V čerstvém médiu je nižší koncentrace buněk než v původním, což umožní jejich další množení.
Tento proces se využívá pro udržení buněk ve stavu exponenciálního růstu (log fáze) a tím se zajistí nejrychlejší množení buněčné kultury. Růst buněk závisí na obsahu živin a produktů v médiu, na hustotě buněk a dalších růstových podmínkách. Každá buněčná linie má jiné požadavky na optimální podmínky růstu, které je nutno zjistit od dodavatele. Při vysoké koncentaci buněk v médiu může dojít k inhibici růstu kontaktem a zabránění dalšímu růstu kultury. Buněčné kultury je vhodné pasážovat v pravidelných intervalech pro zajištění stabilní log fáze.
Buňky se podle typu růstu dělí na adherující a neadherující. Adherující buňky se přichycují na pevný povrch díky adherentním proteinům. Pokud vytvoří souvislou jednoduchou vrstvu na pevném substrátu, jejich růst se inhibuje kontaktem. Některé adherentní kultury lze imortalizovat na suspenzní buňky. Suspenzní buňky tvoří suspenzi v živném médiu a musí se kontinuálně míchat, aby nedošlo ke shlukování buněk. V centru shluku mohou buňky odumírat kvůli nedostatku živin.

## Postup
Celý proces probíhá ve sterilním prostředí, pro jehož zajištění se použítá například laminární box, aby se zamezilo kontaminaci buněk. Nejdříve je potřeba zkontrolovat, jestli buňky nebyly kontaminovány bakteriemi či jinými mikroorganismy. Kontaminace je sledována metodou inverzní mikroskopie s využitím fázového kontrastu. Další postup se liší podle typu růstu buněk.

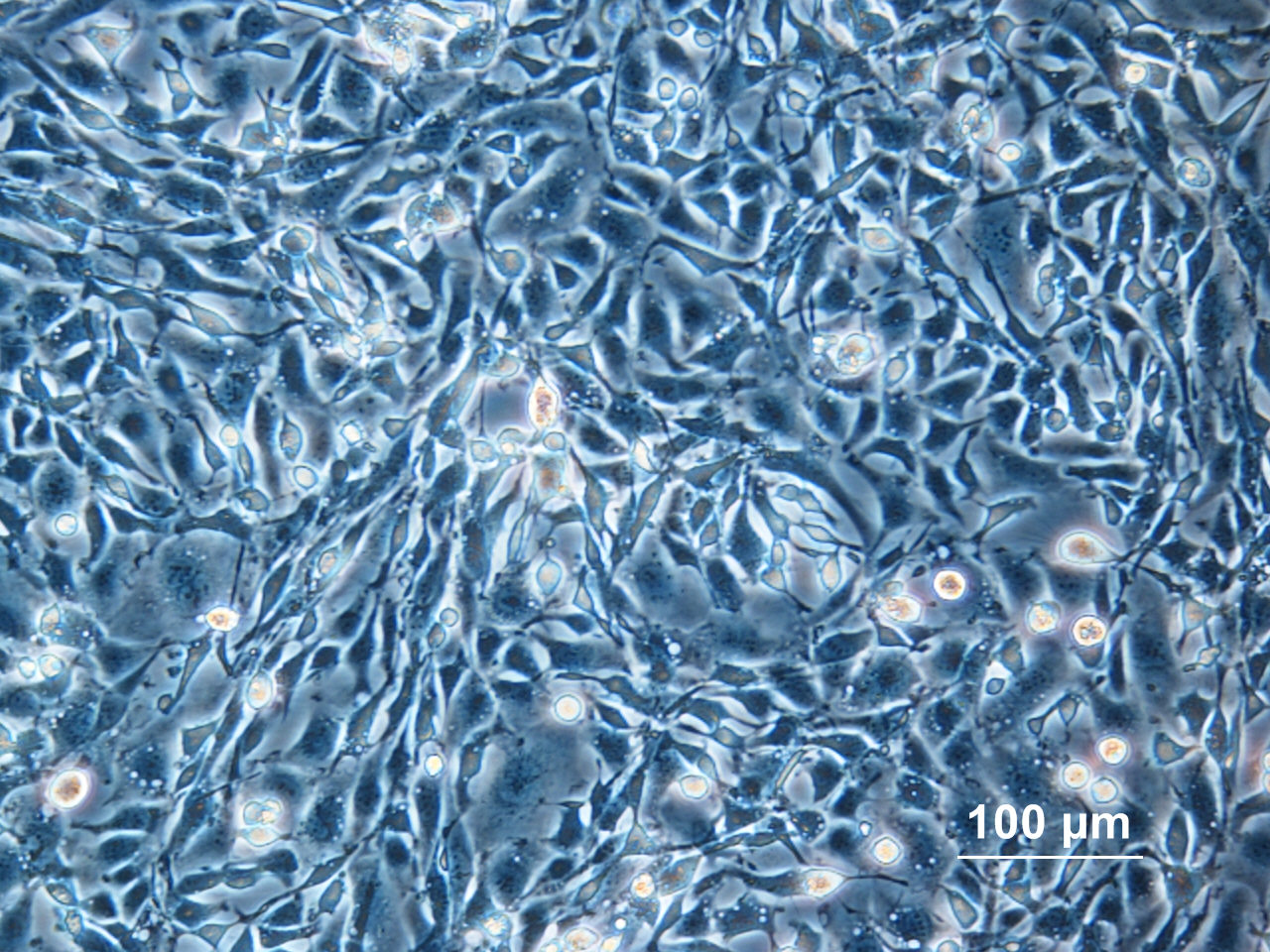
Snímek z mikroskopie adherentní buněčné linie Chinese hamster ovary

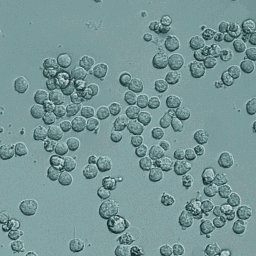
Snímek z mikroskopie imortalizované suspenzní buněčné linie Chinese hamster ovary

### Adherující buňky
Buněčná kultura se promyje fosfátovým pufrem bez vápenatých či hořečnatých iontů pro odstranění zbytků média. Pro přesun je potřeba buňky uvolnit od podkladu. Tento krok se provádí buď mechanickým způsobem, kdy se buňky setřou z povrchu, a nebo enzymatickým způsobem, při kterém se proteiny štěpí enzymy. Nejčastěji používaným enzymem je trypsin (EC 3.4.21.4). Při jeho aplikaci je kultivační nádoba vložena do inkubátoru po dobu 2 až 10 minut. Poté se zkontroluje uvolnění buněk do suspenze v inverzním mikroskopu. Do kultivační nádoby se k buňkám přidá nové předehřáté médium obsahujícím sérové inhibitory trypsinu pro jejich další kultivaci a tím dojde k inaktivaci trypsinu. Pokud se jedná o bezsérové médium, použijí se jiné inhibitory trypsinu pro jeho inaktivaci.

### Suspenzní (neadherující) buňky
Na rozdíl od adherujících buněk, suspenzní buňky nepotřebují být uvolněny z povrchu, jelikož rostou v suspenzi. Při pasážování se odebere objem původního média s příslušnou koncentrací buněk a poté je převeden do nové kultivační nádoby s novým médiem. Objem nového média odpovídá množství pro naředění kultury na požadovanou koncentraci pro její ideální růst.

## Číslo pasážování
Číslo pasážování (anglicky passage number) určuje počet, kolikrát byla buněčná linie pasážována z primární kultury. Tento pojem se užívá pro zaznamenání stáří kultury. Každá buněčná kultura má jiný počet pasážování než buňky přejdou do fáze senescence 